# عصير تفاح

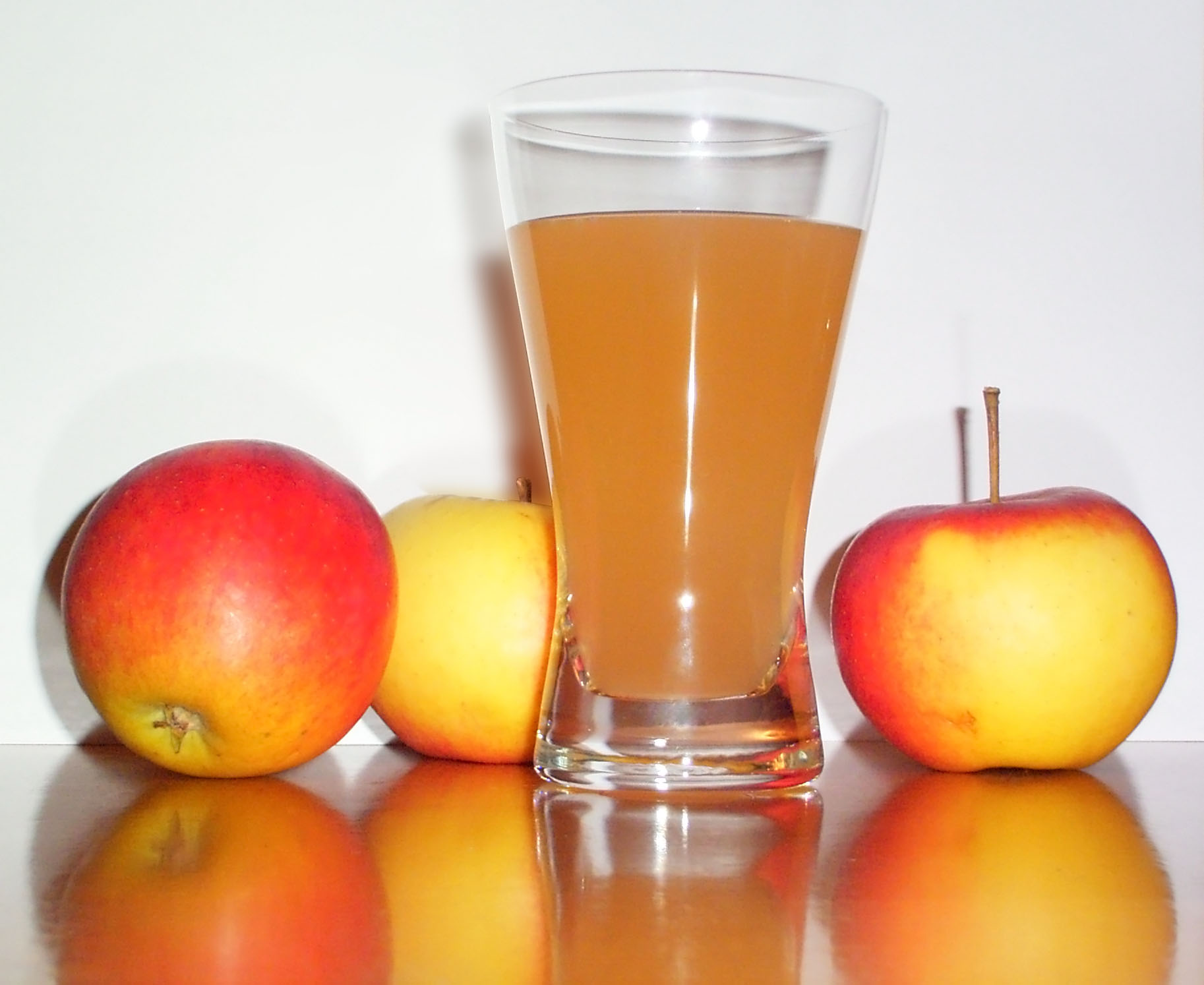
عصير تفاح

عصير التفاح هو عصير منتج من التفاح. يعتبر التفاح من أغنى الفواكه بمادة البكتين إذ تبلغ نسبتها 5% و الذي يقوم بامتصاص كميات كبيرة من

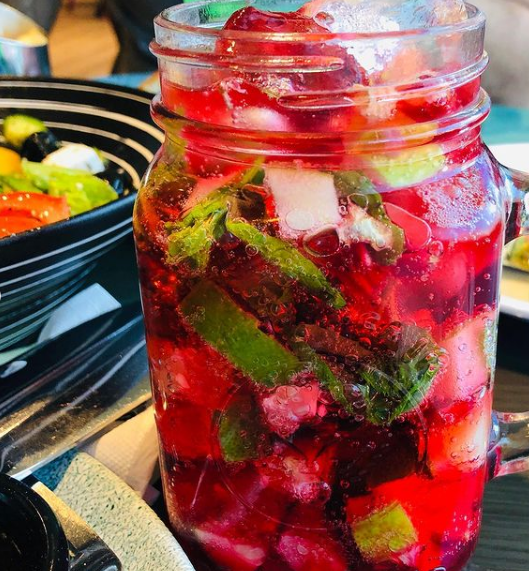
عصير تفاح ورمان

الماء.

## المعلومات الغذائية
يحتوي كل كوب من عصير التفاح المعلّب غير المحلّى (250مل)، بحسب وزارة الزراعة الأميركية على المعلومات الغذائية التالية:
- السعرات الحرارية: 120
- الدهون: 0.32
- الكاربوهيدرات: 28.02
- الألياف: 0.5
- السكر: 29.86
- البروتينات: 0.25
- فيتامين سي: 292